# جون فوستر (كاتب)
جون فوستر (بالإنجليزية: Jon Foster)‏ هو كاتب سيناريو بريطاني، ولد في 18 سبتمبر 1981.

## وصلات خارجية
- جون فوستر على موقع IMDb (الإنجليزية)
- جون فوستر على موقع قاعدة بيانات الفيلم (الإنجليزية)